# Вольфрам, Луиза
Луиза Вольфрам (нем. Luise Wolfram, род. 27 июля 1987; Апольда, Тюрингия, ГДР) — немецкая актриса

 театра и кино.

## Биография
Луиза Вольфрам выросла в Йене, где в 2006 году окончила школу. В 2010 году окончила государственную школу искусств «Эрнст Буш» в Берлине, после чего с 2010 по 2015 год служила в труппе берлинского театра «Шаубюне». С 2015 года она работает самостоятельно, но продолжает сотрудничество с театром «Шаубюне».
Среди театральных ролей Вольфрам — Ольга в «Евгении Онегине» в постановке латвийского режиссёра Алвиса Херманиса. Также участвовала в постановках режиссёров Кэти Митчелл, Фридерика Хеллера, Патрика Венгенрота, Фолькера Лёша, Мина Салехпура, Жана-Кристофа Гокеля и Иосси Вилера. С театром «Шаубюне» Луиза Вольфрам гастролировала в ряде стран, включая Францию, Великобританию, Испанию, Словению, Канаду, Бразилию, Китай, Южную Корею, Тайвань. Так, в Тайбэе, Пекине и Сеуле она участвовала в пьесах «Мисс Джули» и «Тартюф». Спектакль «Кристина» с участием Вольфрам в постановке Кэти Митчелл в 2013 году был удостоен Специальной премии жюри «Золотой маски» как лучший зарубежный спектакль, показанный в России в 2012 году, а спектакль «Тартюф» — Специальной премии жюри «Золотой маски» в 2015 году как лучший зарубежный спектакль, показанный в России в 2014 году.
Снималась в ряде фильмов и телесериалов. Свою первую роль в кино Вольфрам сыграла в возрасте семи лет в фильме Хелке Миссельвиц «Ангелочек». В 2002 году она снялась в сериале «Телефон полиции — 110», в 2014—2015 годах снималась в фильме российского режиссёра Алексея Учителя «Матильда», где сыграла роль супруги Николая II Александры Фёдоровны. Премьера фильма «Матильда» состоялась 26 октября 2017 года, но ещё до выхода на экран фильм сопровождался в России скандалом и травлей.
Луиза Вольфрам снималась в телешоу «Из угла», «Нет больше, всегда», «Криминалист» и «Вдоль тропы», а также в полицейском сериале «Место преступления», где с 2016 года играет роль специалиста BKA Линды Селб.